# 仙石忠政
仙石忠政（日语：／ Sengoku Tadamasa，1578年—1628年5月23日）是日本安土桃山時代至江戶時代大名，信濃小諸藩第2代藩主，後來成為信濃上田藩仙石家初代藩主。出石藩仙石家第2代。

## 生涯
天正6年（1578年），久政作為羽柴秀吉（其後的豐臣秀吉）家臣仙石秀久的三子出生。由於大哥仙石久忠為盲人而成為檢校，二哥仙石秀範則在慶長5年（1600年）爆發的關原之戰中靠攏西軍，因此秀久在戰後與他斷絕關係，最終久政成為嫡子。
久政與父親秀久一同效力德川家康，在關原之戰期間作為東軍在信濃上田城與西軍的真田昌幸交戰，是為上田合戰。久政憑此功績拜領德川秀忠的「忠」字改名忠政。與此同時，忠政獲任命為從五位下兵部大輔。
慶長19年（1614年），秀久死去，忠政繼任家督，成為小諸藩5萬石的第2代藩主。同年，忠政亦有參與大坂之役，在大坂冬之陣時負責黑門口，夏之陣時則在天王寺岡山之戰中與真田信繁、毛利勝永等豐臣軍交戰，雖然忠政遭到毛利軍猛烈的攻擊，但是仍然取得11名敵軍的首級。忠政憑此功績，在元和8年（1622年）9月25日增封至信濃上田6萬石，有說移封上田是忠政自行向幕府申請並且得到接納，但與此同時卻引起原本擔任上田藩主的真田信之不滿，信之將與上田藩有關的文件燒毀，導致忠政初期難以掌握領內情況。
忠政在小諸藩時代時繼承父親秀久的強權統治，將散落各處的領民重新集合，讓浪人務農，努力保持領內穩定，另一方面又廢除貫高制，改為實行石高制，著手改革領內制度。入主上田後，忠政接替真田氏，全力開發新田以及推進產業發展，同時實行兵農分離政策，將領內分為8組，在各村設置庄屋強化管治。寬永3年（1626年），忠政大幅改修上田城，兩年後的4月20日死去，享年51歲，由長子仙石政俊繼任家督。